# Polar BEAR
Polar BEAR  ou P87-1 est un petit satellite scientifique militaire américain développé pour étudier l'ionosphère. L'objectif de sa mission est d'analyser les interférences dans les communications créées par les éruptions solaires et les aurores boréales pour fournir des pistes permettant d'améliorer le fonctionnement des communications militaires dans les régions polaires. Cette mission succède à HILAT qui remplit les mêmes objectifs. Le satellite est conçu par le laboratoire Applied Physics Laboratory de l'université Johns-Hopkins pour répondre aux besoins du département de la Défense des États-Unis et placé en orbite en 1987. Il a été réalisé en modifiant le satellite Transit-O17 développé initialement pour le système de positionnement par satellites Transit.

## Caractéristiques techniques
Polar BEAR est un petit satellite de 118 kilogrammes conçu en modifiant un satellite Transit-O16 développé initialement pour le système de positionnement par satellites Transit. Il est stabilisé 3 axes par gradient de gravité mais le satellite ne dispose d'aucun moyen actif pour compenser les forces de trainée ou la dérive de son orbite. Une roue à réaction permet de contrôler les mouvements de lacet. Le satellite dispose d'une mémoire de masse de 24 960 bits qui est mise à jour deux fois par jour par une station d'injection. Quatre panneaux solaires longs de 168 centimètres pour 25,4 centimètres de large sont déployés en orbite fournissent 50 watts en début de vie qui sont stockés dans une batterie nickel-cadmium de 12 A-h. Le corps du satellite a la forme d'un prisme octogonal de 45,7 centimètres de côté et de 25,4 centimètres de haut. Les panneaux solaires déployés portent son envergure à 4,05 mètres. Le système de stabilisation par gradient de gravité est constitué par une perche longue de 22,86 mètres déployée en orbite qui porte à son extrémité une masse de 1,36 kilogramme. Des aimants sont utilisés pour orienter le satellite préalablement au déploiement de la perche. Le satellite est mis en rotation au cours de son lancement (pour stabiliser l'orientation durant le fonctionnement des étages du lanceur). Une fois en orbite la rotation est annulée par un yoyo.

## Instrumentation
L'instrumentation scientifique comprend trois instruments :
- AIRS (Auroral Ionospheric Remote Sensor) est un imageur multi-spectral développé par le laboratoire APL et effectuant ses observations en lumière visible et dans l'ultraviolet. Il produit des images des aurores boréales de jour comme de nuit et se caractérise par une grande sensibilité. L'instrument fonction selon plusieurs modes. Il produit des images et des spectres dans les longueurs d'onde d'une part de 630, 391,4, 337,1 et 225 nanomètres (résolution spatiale de 26 km dans le plan orbital et de 39 km à la perpendiculaire) et d'autre part dans une combinaison de deux canaux compris entre 115 à 180 nanomètres (résolution spatiale de 6,5 km dans le plan orbital et de 27 km à la perpendiculaire)[2].
- Le magnétomètre vectoriel développé par le laboratoire APL cartographie avec une haute résolution le champ magnétique terrestre. L'instrument peut mesurer un champ magnétique de ±63,OOO nT avec une résolution de 15.2 nT . Il effectue 20 mesures par seconde Les données collectées sont également utilisées pour le contrôle d'attitude [3].
- L’émetteur-récepteur radio développé par le laboratoire de physique de SRI International mesure les scintillations dans l'ionosphère des régions polaires qui sont associées aux aurores boréales. L'équipement fonctionne en VHF, UHF et en bande L. L'émetteur en bande L est également utilisé pour transmettre les télémesures aux stations terriennes.

## Historique du projet
Le développement de Polar BEAR est initié en 1984 à la suite du succès rencontré par la mission HILAT placée en orbite en 1983 pour étudier l'ionosphère et les aurores boréales.

### Construction du satellite
Comme dans le cas du satellite HILAT, pour réduire le cout de développement, le laboratoire APL choisit de développer le satellite en  modifiant un satellite inutilisé du système de positionnement Transit (prédécesseur du Global Positionning System). Mais le seul satellite encore disponible a été cédé au Smithsonian Air and Space Museum lors de son ouverture en 1976 et est désormais exposé dans une des salles du musée suspendu à son plafond. Oscar-17 est un satellite de rechange fabriqué en 1963. APL négocie avec le musée pour récupérer Oscar-17 en échange d'un modèle plus ancien (Transit-5A) qui faisait partie d'une exposition permanente du laboratoire. Mais les ingénieurs d'APL, qui espéraient récupérer toute l'instrumentation épargnant ainsi des millions de dollars, constatent qu'ils ne disposent que d'une coquille vide ne comprenant que la structure et les panneaux solaires. Après de longues recherches ils parviennent à retrouver dans les stocks de son constructeur (RCA) certaines pièces détachées du satellite qui n'avaient jamais été assemblées. Les économies réalisées grâce à leur utilisation permet d'obtenir un accord pour le développement de la mission. La structure du satellite est renforcée pour prendre en compte le doublement de la masse en remplaçant son axe en aluminium par une pièce en titane. Une pièce est ajoutée pour permettre l'installation d'instruments tournés vers le nadir.

### Mise en orbite
Le satellite est placé le 13 novembre 1986 sur une orbite polaire quasi circulaire (1 000 km, inclinaison orbitale de 90°) par un petit lanceur Scout G1 décollant de la base de lancement de Vandenberg en Californie. L'orbite de la sonde est animé d'un mouvement de précession qui fait pivoter son plan orbital qui fait le tour du globe en six mois. Cela permet d'observer les phénomènes auroraux à toutes les heures de la journée.

### Déroulement de la mission
Trois mois après son lancement, en février 1987, le satellite montre des signes d'instabilité avec des oscillations importantes autour de ses trois axes et début mai le satellite pivote de 180°. Ses instruments sont désormais pointés vers le ciel au lieu de l'être vers la surface de la Terre. Les ingénieurs parviennent à rétablir l'orientation du satellite quelques semaines plus tard en utilisant la roue de réaction. À l'époque une piste d'explication, non validée, est évoquée. La perche servant de support à la masse maintenant l'axe du satellite perpendiculaire à la surface de la Terre est sujette à des mouvements de dilatation l'allongeant de 1 mètre lors des passages de la face nocturne à la face éclairée. Un phénomène de résonance déclenché par ce processus serait alors à l'origine de la culbute du satellite